# 悠悠素敵話
『悠悠素敵話』（ゆうゆうすてきばなし）とは、2006年10月3日から2007年3月27日までTBSラジオ『あべこうじのポッドキャスト番長』内で放送されていたラジオ番組。放送時間は毎週火曜 19:30頃 - 19:40頃（日本標準時）。
放送期間中、ポッドキャストによる配信が行われていた。

## 出演者
- 阿久悠（作詞家） - パーソナリティを担当。
- 大沢悠里（フリーアナウンサー） - パーソナリティを担当。

| スタブアイコン | サブスタブ | この項目は、まだ閲覧者の調べものの参照としては役立たない、ラジオ番組に関連した書きかけの項目です。この項目を加筆・訂正などしてくださる協力者を求めています（P:ラジオ/PJ:放送番組）。 |